# Zopa

Logo von Zopa

Zopa Ltd. ist ein britisches Peer-to-Peer Kreditunternehmen mit Sitz in London, das im Jahr 2004 gegründet wurde. Mit der Einführung seiner Produkte im März 2005, gilt das Unternehmen als erstes Peer-to-Peer-Kreditunternehmen. Das Unternehmen wird derzeit von Jaidev Janardana (Geschäftsführer und Vorstandsmitglied) geleitet.

## Geschichte
In den ersten drei Geschäftsjahren wuchs das Unternehmen zwar langsam, jedoch konstant und Zopa schaffte es seine Geschäftstätigkeit in diesem Zeitraum praktisch ohne Kreditverluste zu verbuchen. Dadurch konnte das Wachstum beschleunigt werden und der endgültige Durchbruch gelang letztendlich nach der Finanzkrise. Im Jahr 2016 hat das Unternehmen eine Banklizenz beantragt und diese auch zwei Jahre später erhalten. Während dieses Zeitraums hat Zopa insgesamt 60 Millionen Pfund an Finanzierungsmitteln in zwei Finanzierungsrunden sammeln können. Die Erlangung der Banklizenz war der erste große Durchbruch eines P2P-Kreditgebers in das traditionelle Bankenwesen. Die Banklizenz ermöglicht es dem Unternehmen, seine Finanzierungsbasis und das Produktportfolio mit einem neuen Festgeldkonto und einer eigenen Kreditkarte zu erweitern.
Seit 2005 hat Zopa über 4 Milliarden Pfund an fast eine halbe Million Kreditnehmer ausgeliehen und dadurch 250 Millionen Pfund an Zinsen generiert.

### Gründer
Das Gründerteam des Unternehmens besteht aus Richard Duvall, James Alexander, David Nicholson, Tim Parlett und Giles Andrews, die zuvor alle für das Online-Banking Unternehmen Egg Banking tätig waren. Giles Andrews ist derzeit jedoch der Einzige des ursprünglichen Gründerteams, der noch eine aktive Rolle bei Zopa bekleidet. Bis 2007 war er Geschäftsführer des Unternehmens und agiert seit 2015 als Vorstandsvorsitzender.

## Geschäftsmodell
Zopa fokussiert sich mit seinen Produkten auf die Vermittlung von Leuten, die Geld leihen wollen mit Leuten, die ihr Geld verleihen wollen. Ziel dabei ist es die finanziellen Mittel eines Kreditgebers unter mindestens 50 Kreditnehmer aufzuteilen. Umsatz generiert das Unternehmen dadurch, dass es den Kreditnehmern ein Prozent der Kreditsumme in Rechnung stellt. Außerdem verdient Zopa auf Provisionsbasis an Rückzahlungsversicherungen, für die der Kreditnehmer sich entscheidet.
Kreditnehmer haben den Vorteil kleinere Kredite schneller und günstiger als bei traditionellen Banken aufnehmen zu können, während Kreditgeber damit die Möglichkeit haben höhere Renditen, als bei herkömmlichen Sparkonten zu erzielen.